# Procynodictis
Procynodictis è un mammifero carnivoro vissuto nel medio Eocene (46,2-40,4 milioni di anni fa) in Nordamerica.
Si tratta di un rappresentante degli antichi Miacidi (gli antenati dei moderni Carnivori) vissuto prevalentemente in California, Texas, Utah e Wyoming.

## Classificazione
Si riconoscono due specie di questo genere: la specie P. vulpiceps diffusa in tutti i territori elencati e la specie P. progressus limitata invece alla sola zona californiana meridionale della contea di San Diego. Per decenni sono stati considerati come semplice variante alla specie vulpiceps anche i ritrovamenti fossili descritti col nome generico di Miacis gracilis, mentre recenti studi di Susumu Tomiya  propongono di separare le due specie comunque affini per morfologia dentale.

## Morfologia
Differisce da altri Carnivoramorpha basali per la presenza di molari compressi sia anteriori che posteriori.